# بلینی (گروه موسیقی)
بلینی (به آلمانی: Bellini) یک گروه دخترانه پاپ آلمانی است که در سال ۱۹۹۷ تشکیل شد. این گروه از سه عضو داندارا سانتوسسیلوار ریسگزا فریگ و مگان سیرز تشکیل شده‌است. این گروه به یاد اسطوره فوتبال برزیل، هیلدرالدو بلینی، نام‌گذاری شده‌است.

## تاریخچه

### ۱۹۹۷–۹۸: تشکیلات و سامبا دو ژانیرو
نام «بلینی» با الهام از نام خانوادگی هیلدرالدو بلینی، کاپیتان سابق تیم ملی فوتبال برزیل، که اولین تیم خود را در سال ۱۹۵۸ به قهرمانی جهان رساند. هنگامی که آنها به دنبال مجری پروژه بلینی بودند، پنج عضو را در اولین گروه مخلوط، مصطفی مخلوفی، رقاص مرد (متولد ۱۹۷۴ یا ۱۹۷۵ در مراکش) و چهار رقاص زن تانیا ناتن (متولد ۱۹۷۳ در زیگبورگ)، داندارا، جمع‌آوری کردند. سانتوس سیلوا (متولد ۱۹۷۰ یا ۱۹۷۱ در برزیل)، اونی خوئی ارسا (متولد ۱۹۷۴ یا ۱۹۷۵ در تایلند) و دیوی سلیمان (متولد ۱۹۷۹ یا ۱۹۸۰ در اندونزی).

## اعضا
۲۰۱۸ – اکنون
- داندارا سانتوس-سیلوا (۱۹۹۷–۱۹۹۸، ۲۰۱۸ – اکنون)
- لیزا فریگ (۲۰۱۸ – در حال حاضر)
- مگان سیرز (۲۰۱۸ - در حال حاضر)

### اعضای قبلی
- اونی خویی ارسا (۱۹۹۷–۱۹۹۸)
- تانیا نیتن (۱۹۹۷–۱۹۹۸)
- دیوی سلیمان (۱۹۹۷–۱۹۹۸)
- مصطفی مخلوفی (۱۹۹۸)

۱۹۹۹-۲۰۰۹
- سابرینا اشمیدر (۱۹۹۹–۲۰۰۹)
- فابیانا (۱۹۹۹-۲۰۰۳)
- امیلیا ریزو (۲۰۰۴)
- میلنا (۲۰۰۵-۲۰۰۹)
- Annemarie Carpendale (۲۰۰۰-۲۰۰۵)

۲۰۱۳-۲۰۱۴
- میرتس مونتیرو (2013–2014)
- تریسی الیس (۲۰۱۳-۲۰۱۴)
- ماریا افلدت (۲۰۱۳-۲۰۱۴)